# Grosse Zukerzwetsche
Grosse Zuckerzwetsche es una variedad cultivar de ciruelo (Prunus domestica), de las denominadas ciruelas europeas.
Una variedad de ciruela antigua que se originó a partir de la ciruela ordinaria, ya mencionada en Alemania en 1862.
Las frutas tienen un tamaño mediano a grande, color de piel púrpura azul negruzco, fuertemente perfumada, los puntos amarillos solo están ampliamente distribuidos, se encuentran a veces manchas de "ruginoso"/"russetting" pequeñas y algunas más grandes, y pulpa de color ámbar verdoso, textura firme, fina, muy jugosa, y sabor dulce, subácido e insípido.

## Sinonimia
- "Große Zuckerzwetschge",
- "Herrnhauser blaue Eierpflaume",
- "Jakobipflaume".

## Historia
'Grosse Zuckerzwetsche' variedad de ciruela antigua se originó a partir de la ciruela ordinaria. En Hannover es conocida como "Jakobipflaume". Muy utilizada desde antiguo en la zona como ciruela de postre fresca en mesa, y en elaboraciones culinarias.
'Grosse Zuckerzwetsche' está cultivada en diversos bancos de germoplasma de cultivos vivos, tales como en National Fruit Collection (Colección Nacional de Fruta) de Reino Unido con el número de accesión: 2003-014 y Nombre Accesión : Grosse Zuckerzwetsche. Fue introducida en el "Probatorio Nacional de Fruta" para evaluar sus características en 1932, con ejemplar procedente del vivero, "Spath's Nurseries", (Berlín).

## Características
'Grosse Zuckerzwetsche' árbol sano de crecimiento vigoroso, de porte grande y es muy productivo. Hoja muy grande, ligeramente colgante, plana, glabra en la parte superior, rugosa, ampliamente elíptica. Flor blanca, que tiene un tiempo de floración que comienza a partir del 20 de abril con el 10% de floración, para el 25 de abril tiene una floración completa (80%), y para el 6 de mayo tiene un 90% de caída de pétalos.
'Grosse Zuckerzwetsche' tiene una talla de tamaño mediano a grande, de forma oval u ovoide, un poco más grande que la ciruela doméstica, el diámetro más grande suele estar en el medio, sutura poco profunda, a menudo una línea, los divide en partes desiguales, con peso promedio de 32.30 g; epidermis tiene una piel fina, pelable, con pruina azulado violácea, siendo el color de la piel azul negruzco, fuertemente perfumada, los puntos amarillos solo están ampliamente distribuidos, se encuentran a veces manchas de "ruginoso"/"russetting" pequeñas y algunas más grandes; pedúnculo largo, gris claro, glabro, poco manchado, con una longitud promedio de 14.70 mm, pubescente, bien adherido al fruto con la cavidad del pedúnculo plana y ancha; pulpa de color ámbar verdoso, textura firme, fina, muy jugosa, y sabor dulce, subácido e insípido.
Hueso libre, ovalada alargada, corta está en un pequeño hueco.
Su tiempo de recogida de cosecha es medio, se inicia en su maduración de principios a finales de agosto, los frutos maduran de manera desigual.

## Usos
Debido a ser una variedad antigua en la zona de Alemania, se utiliza desde antiguo como ciruela de postre, y aprovechada como una excelente variedad culinaria.